# Akademické mistrovství světa ve sportovním lezení 2016
I. Akademické mistrovství světa ve sportovním lezení 2016 (AkMS anglicky: World University Sport Climbing Championship) patří mezi Akademická mistrovství světa, která jsou pořádána každé dva roky, sportovní lezení bylo na programu poprvé. AkMS se uskutečnilo v čínském městě Šanghaj v termínu 11. — 16. října 2016.
V roce 2015 se konalo první Akademické mistrovství Evropy ve sportovním lezení, Česká asociace univerzitního sportu (ČAUS) organizuje každoročně také Akademické mistrovství ČR ve sportovním lezení.

## Program
- úterý 11.10. technický meeting
- středa 12.10. lezení na rychlost
- čtvrtek 13.10. kvalifikace obtížnost a bouldering
- čtvrtek 14.10. semifinále obtížnost a bouldering
- čtvrtek 15.10. finále obtížnost
- neděle 16.10. finále bouldering

## Průběh závodů
První den proběhly závody v lezení na rychlost na šesti patnáctimetrových standardních cestách. Jen osm mužů se dostalo pod sedm sekund, nejlepší čas měl vítěz Stanislav Kokorin ve finále 6.11 s. Po kvalifikaci lezci nastoupili do vyřazovacího pavouka 16/8/4 a poté svedli souboj o třetí a první místo.
V kvalifikaci na obtížnost se lezly dvě cesty, v semifinále a finále jedna. V boulderingu se závodilo na pěti bouldrech v kvalifikaci, v semifinále na čtyřech.

### Češi na AkMS
Českou republiku zde reprezentoval Tomáš Binter ml. a Martin Jech (obtížnost), Jan Kříž (rychlost), Petra Růžičková a Daniela Kotrbová (bouldering), v doprovodu trenéra Tomáše Bintera st..
Nejlépe skončil čtvrtý v lezení na rychlost Jan Kříž ve finálovém souboji o třetí místo, jeho nejlepší čas v závodu byl 6.64 s.
Do semifinále v lezení na obtížnost se dostal Tomáš Binter z prvního až patnáctého místa i dvacátý Martin Jech, do finále ale již nepostoupili.
V boulderingu postoupila z patnáctého místa Petra Růžičková, která skončila ve finále jedenáctá. Třiadvacátá Daniela Kotrbová skončila již v kvalifikaci za semifinálovou dvacítkou.

## Výsledky
| obtížnost                        | obtížnost           | rychlost             | rychlost               | bouldering            | bouldering           |
| -------------------------------- | ------------------- | -------------------- | ---------------------- | --------------------- | -------------------- |
| muži                             | ženy                | muži                 | ženy                   | muži                  | ženy                 |
| 1. Dmitrij Fakirjanov            | 1. Julia Chanourdie | 1. Stanislav Kokorin | 1. Anna Brozek         | 1. Kaito Watanabe     | 1. Fanny Gibert      |
| 2. Javier Cano Blazquez          | 2. Minseon Kim      | 2. Marcin Dzienski   | 2. Klaudia Buczek      | 2. Nathaniel Coleman  | 2. Julia Chanourdie  |
| 3. Loic Timmermans               | 3. Moe Yoshimura    | 3. Sungjoon Chae     | 3. Svetlana Motovilova | 3. Solomon Barth      | 3. Di Niu            |
|                                  |                     |                      |                        |                       |                      |
| 4. Gautier Supper                | 4. Yuki Hiroshige   | 4. Jan Kříž          | 4. Julija Kaplinová    | 4. Dmitrij Fakirjanov | 4. Chloé Caulier     |
| 5. Seungwoon Cho 5. Max Rudigier | 5. Haimi Cho        | 5. Guangfeng Li      | 5. Nina Lach           | 5. Thomas Joannes     | 5. Jennifer Wood     |
| 5. Seungwoon Cho 5. Max Rudigier | 6. Ajda Remškar     | 6. ZhiYong Ou        | 6. Di Niu              | 6. Sungbo Seo         | 6. Minseon Kim       |
| 7. Thomas Joannes                | 7. Jennifer Wood    | 7. Seungwoon Cho     | 7. Zhuoma Pubu         | —                     | —                    |
| 8. Kaito Watanabe                | 8. Mayu Yamashita   | 8. Penghui Lin       | 8. Hong Mei Kang       | —                     | —                    |
|                                  |                     |                      |                        |                       |                      |
| 14.-15. Tomáš Binter             | —                   | —                    | —                      | —                     | 11. Petra Růžičková  |
| 25. Martin Jech                  | —                   | —                    | —                      | —                     | 23. Daniela Kotrbová |
|                                  |                     |                      |                        |                       |                      |
| 8 finalistů                      | 8 finalistek        | 8/4 finalistů        | 8/4 finalistek         | 6 finalistů           | 6 finalistek         |
| 26 semifinalistů                 | 27 semifinalistek   | 16 semifinalistů     | 16 semifinalistek      | 20 semifinalistů      | 20 semifinalistek    |
| 43 mužů                          | 28 žen              | 36 mužů              | 19 žen                 | 40 mužů               | 33 žen               |

### List vítězů
| Super Kombinace | neznámá vlajka | neznámá vlajka |
| Kombinace       | neznámá vlajka | neznámá vlajka |
| Obtížnost       | neznámá vlajka | neznámá vlajka |
| Rychlost        | neznámá vlajka | neznámá vlajka |
| Bouldering      | neznámá vlajka | neznámá vlajka |
| Dyno Jump       | neznámá vlajka | neznámá vlajka |